# Andreas Lorenz (Politiker, 1937)
Andreas Lorenz (* 21. Dezember 1937 in Granschütz; † 16. Juni 2023) war ein deutscher Politiker der CDU.

## Ausbildung und Beruf
Andreas Lorenz legte 1955 sein Abitur in der ehemaligen DDR ab. Anschließend begann er ein Studium der Wirtschaftswissenschaften an der Universität Leipzig, bevor er ein Jahr später in die Bundesrepublik Deutschland flüchtete. Dort nahm Lorenz ein Studium der Chemie an der RWTH Aachen auf und promovierte 1968 zum Diplom-Chemiker (Dr. rer. nat.). Im Anschluss daran wurde er dort als wissenschaftlicher Beamter übernommen, zuletzt im Jahr 1990 im Rang eines Akademischen Oberrats, und erhielt zudem einen Lehrauftrag für Brennstoffchemie. Darüber hinaus war er als öffentlich bestellter und vereidigter Sachverständiger für Brennstoffe, Kraftstoffe und Schmiermittel bei der IHK Aachen tätig.

## Politik
Andreas Lorenz war seit 1961 Mitglied der CDU. Von 1975 bis 1998 war er Mitglied des Rates der Stadt Aachen. Dort setzte er sich maßgeblich für den Umweltschutz ein und zeichnete mitverantwortlich, dass in Aachen ein eigenes Umweltdezernat eingerichtet wurde. Darüber hinaus engagierte er sich für die regionale Kulturförderung und bewirkte, dass die freie Kulturszene mit städtischen Finanzmitteln unterstützt werden konnte.
Von 1990 bis 1995 saß Lorenz als Mitglied des 11. Landtags von Nordrhein-Westfalen, in den er über die Landesliste eingezogen war, und von 1995 bis 2000 als direkt gewähltes Mitglied des 12. Landtags von Nordrhein-Westfalen für den Wahlkreis 001 Aachen I. im Landtag Nordrhein-Westfalen. Auch hier engagierte er sich vorrangig im Ausschuss für Umwelt und Raumordnung und im Wissenschaftsausschuss.
Im Jahr 2004 wurde Lorenz mit dem Bundesverdienstkreuz am Bande ausgezeichnet.
In seiner Freizeit galt Lorenz als begeisterter Schwimmer und war später jahrzehntelang als Funktionär im SV Neptun Aachen 1910 aktiv, zuletzt als Vorsitzender und anschließend als Ehrenvorsitzender.

## Werk
- Zur Hydroborierung der isomeren n-Undecene, Aachen 1971, Dissertation